# Mount Hood Village
Mount Hood Village es un lugar designado por el censo ubicado en el condado de Clackamas en el estado estadounidense de Oregón. En el año 2000 tenía una población de 3,306 habitantes y una densidad poblacional de 186.3 personas por km².

## Geografía
Mount Hood Village se encuentra ubicado en las coordenadas 45°21′14″N 121°58′33″O / 45.35389, -121.97583.

## Demografía
Según la Oficina del Censo en 2000 los ingresos medios por hogar en la localidad eran de $51,031 y los ingresos medios por familia eran $59,458. Los hombres tenían unos ingresos medios de $42,961 frente a los $28,372 para las mujeres. La renta per cápita para la localidad era de $24,604. Alrededor del 3.9% de la población estaban por debajo del umbral de pobreza.

## Localidades adyacentes
Diagrama de las localidades a un radio de 36 km a la redonda de Mount Hood Village. 